# خوزه بوستامانته ریورو
خوزه بوستامانته ریورو (انگلیسی: José Bustamante y Rivero؛ ۱۵ ژانویهٔ ۱۸۹۴ – ۱۱ ژانویهٔ ۱۹۸۹) یک سیاست‌مدار اهل پرو و از ژوئیه ۱۹۴۵ تا اکتبر ۱۹۴۸ رئیس‌جمهور این کشور بود.